# Tu B’Av
Tu B’Av (hebräisch ט״ו באב ‚15. Aw‘) ist ein kleiner jüdischer Feiertag, der in der Nacht zwischen dem 14. und 15. Tag des Monats Aw beginnt, einer Vollmondnacht. (Jeder Festtag beginnt am Vorabend, denn im jüdischen Kalender dauert der Tag vom Vorabend bis zum Abend des Tages – nicht von 0 bis 24 Uhr.  Der abendliche Beginn wird mit dem Wort (hebräisch ערב Abend) Erev bezeichnet.)
Tu B’Av gilt heute als Freudentag, da er den Beginn der Weinlese sowie einige historische Ereignisse symbolisiert. Hierzu zählen beispielsweise
- der Sieg der Pharisäer über die Sadduzäer
- die Erlaubnis, die in Betar gefallenen Anhänger Bar Kochbas zu beerdigen
- nach dem Vorfall mit der Nebenfrau in Gibea durfte der Stamm Benjamin Frauen anderer Stämme heiraten (Richter, Kapitel 19 und 21).
- König Hoschea vom Nordreich entfernte die Wachposten auf dem Weg nach Jerusalem. Daher hatten die zehn Stämmen wieder Zugang zum Tempel.

Die erste offizielle Erwähnung von Tu B’Av findet sich in der Mischna am Ende des zweiten Jahrhunderts. Es handelt sich um keinen traditionellen Feiertag, sondern um einen normalen Arbeitstag, auch wenn in der Nacht zu ihm viel gesungen und getanzt wird.
In Israel hat sich Tu B´Av als „Tag der Liebe“ etabliert.

## Daten
| Jüdisches Jahr | Gregorianisches Jahr |
| -------------- | -------------------- |
| 5784           | 19. August 2024      |
| 5785           | 9. August 2025       |
| 5786           | 29. Juli 2026        |
| 5787           | 18. August 2027      |